# Stadtlohn
Stadtlohn is een stad in de Duitse deelstaat Noordrijn-Westfalen, gelegen in de Kreis Borken. De stad telt 20.290 inwoners (31 december 2020) op een oppervlakte van 79,10 km².
Volgens een door de Duitse Wikipedia geraadpleegde overheidsstatistiek had de gemeente per 31 december 2020 in totaal 20.290 inwoners.
Van de bevolking is meer dan de helft rooms-katholiek. Het aantal protestanten is minder dan 10% van het aantal katholieken.

## Stadsindeling

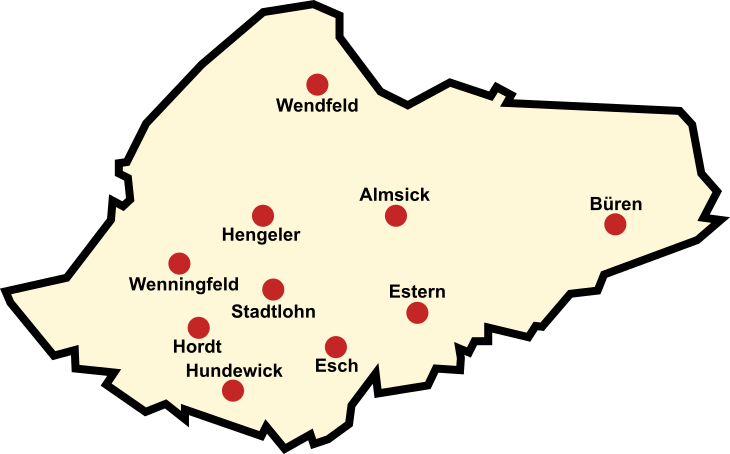
Stadsdelen van Stadtlohn

De gemeente Stadtlohn bestaat uit 9 stadsdelen (Stadtbezirke), uit enerzijds de stad zelf en anderzijds uit om de stad gelegen dorpen en gehuchten bestaand. Zie bovenstaand kaartje voor de situering daarvan. Hengeler en Wendfeld zijn samen één stadsdeel. De dorpen rondom de stad, die geen van alle meer dan duizend inwoners tellen,  zijn in 1969 bij een gemeentelijke herindeling aan Stadtlohn toegevoegd.

## Ligging en infrastructuur
Stadtlohn ligt in het westen van het Münsterland, in een door de rivier de Berkel doorsneden parklandschap (afwisselend bos en landbouwgebied). De stad ligt dicht bij de grens met de provincie Gelderland in Nederland.

### Aangrenzende gemeenten
| Aangrenzende gemeenten | Aangrenzende gemeenten | Aangrenzende gemeenten | Aangrenzende gemeenten | Aangrenzende gemeenten |
| ---------------------- | ---------------------- | ---------------------- | ---------------------- | ---------------------- |
| Vreden                 |                        | Ahaus                  |                        | Legden                 |
|                        |                        |                        |                        |                        |
| Winterswijk (NL)       | Rosendahl              |                        |                        |                        |
|                        |                        |                        |                        |                        |
| Südlohn                |                        |                        |                        | Gescher                |

### Wegverkeer
Stadtlohn ligt aan de Bundesstraße 70, die noordwaarts naar Ahaus en zuidwaarts naar  Südlohn en Borken loopt. Een zuidoostwaarts lopende weg leidt naar Gescher. Voorbij die stad kan men linksaf de Bundesstraße 525 naar Coesfeld nemen. Acht km voor Coesfeld bereikt men dan afrit 33 van de Autobahn 31. Deze afrit ligt circa 12 km ten zuidoosten van Stadtlohn. Ongeveer 8 km ten noordwesten van Stadtlohn ligt Vreden.
Hoewel Winterswijk hemelsbreed minder dan 20 km ten westen van Stadtlohn ligt, is de afstand over de weg toch verscheidene kilometers groter, daar men via Südlohn en Oeding om moet rijden.

### Trein en bus
Voor Stadtlohn geldt m.b.t. trein- en busverbindingen nagenoeg hetzelfde als voor Südlohn, zie aldaar.

### Vliegverkeer
Ongeveer 5 km ten westen van de stad , dicht bij de Nederlandse grens, ligt een klein vliegveld, Vliegveld Stadtlohn-Vreden. Het heeft één geasfalteerde start- en landingsbaan van 1.200 meter lengte en 30 meter breedte. Het vliegveldje heeft ICAO - code EDLS. Het veld is beschikbaar voor hobby- en kleine zakenvliegtuigen tot 5,7 ton gewicht. Het vliegveld beschikt over de mogelijkheid, in het besturen van allerlei soorten kleine vliegtuigen lessen te nemen.

## Economie
De gemeente bezit drie uitgestrekte bedrijventerreinen, waar zich een gevarieerde industrie en nijverheid heeft gevestigd. De meeste daar aanwezige bedrijven zijn van plaatselijke of hooguit regionale betekenis.  Eén onderneming, met circa 600 personeelsleden, springt er echter uit: de ook buiten Duitsland bekende  Hülsta-meubelfabrieken hebben te Stadtlohn hun hoofdvestiging.
In enkele oudere stadswijken staan nog (voormalige) fabrieken tussen de huizen. Het gemeentebeleid is, hier nog zetelende bedrijven naar de industrieterreinen aan de grote uitvalswegen van de stad te laten verhuizen.
De landbouw en veeteelt, alsmede het toerisme, zijn van minder belang, alhoewel als economische factor in de gemeente Stadtlohn niet geheel te verwaarlozen.

## Geschiedenis

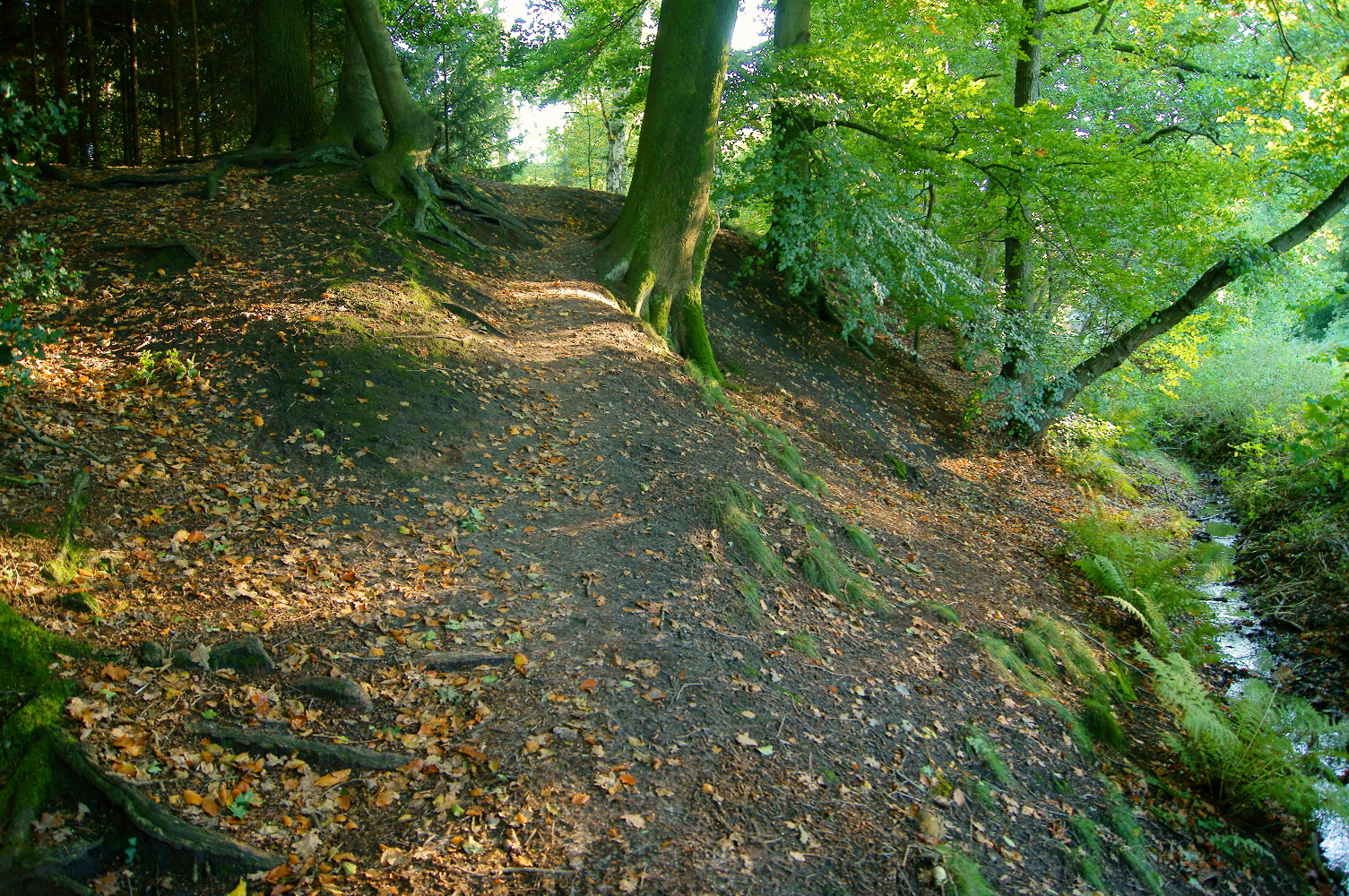
Restanten van de ringwalburcht Hünenburg

Archeologische vondsten zowel in Stadtlohn als in de geografische omgeving duiden op een middeleeuws nederzettingsgebied. Zichtbare sporen van een ringwalburcht uit de Karolingische tijd (achtste eeuw tot en met de negende eeuw van onze jaartelling), Hünenburg genaamd, bevinden zich in de zogenaamde Bockwinkel, dicht bij de Nederlandse grens.
De stad Stadtlohn ontwikkelde zich rondom het ambtshof van de Bisschop van Münster die de plaats voor 1150 met een stadsmuur en een ringgracht versterkt. Binnen deze muren werd de St. Otgerkerk gebouwd, die tegenwoordig nog bestaat en tot de oudste kerken van het Münsterland behoort. Het bestuur van de stad werd door de bisschop aan de Graven van Lohn overgedragen. Zij zijn ook de naamgever van de stad die eerst Lohn, daarna Nordlohn (in tegenstelling tot Südlohn) en uiteindelijk -in 1389 voor het eerst op een oorkonde– Stadtlohn werd genoemd.

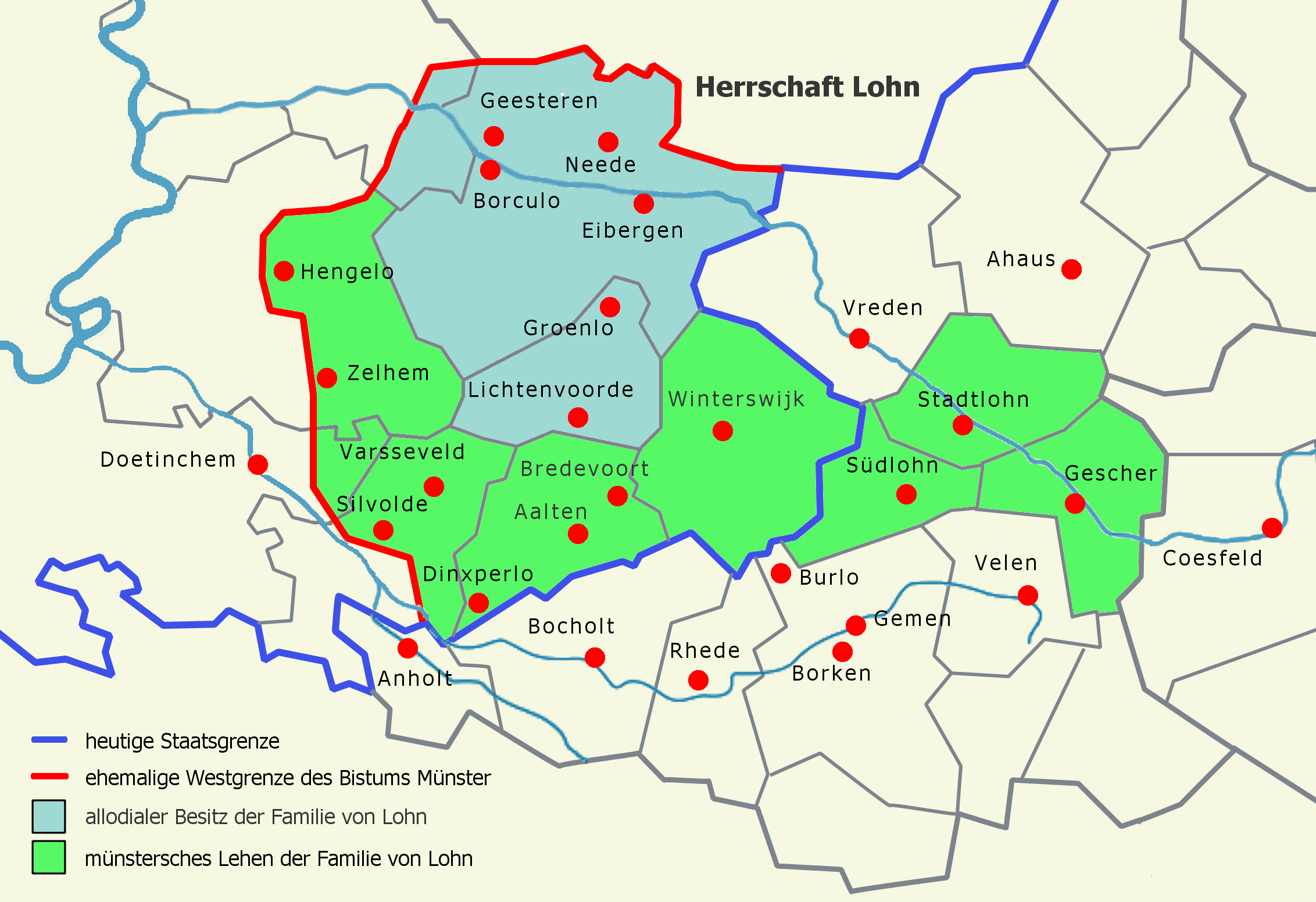
Graafschap Lohn (tot 1316)

Zie ook: Graafschap Lohn.
In de middeleeuwen was Stadtlohn tot 1316 onderdeel van het Graafschap Lohn. Dit was grotendeels (zie kaartje) Lehensgut van, onderhorig aan het Prinsbisdom Münster. In 1316 verdween dit graafschap; nadien werd Stadtlohn door andere vazallen van de prinsbisschop bestuurd. In de 16e eeuw werd het stadswapen van Stadtlohn veranderd. De drie lopende vogels van dat van de Graven van Lohn maakten plaats voor drie afbeeldingen van het baardige hoofd van de apostel Paulus.
In 1611 verwoest een grote brand de stad. Ook hadden gewapende conflicten van de 16e en 17e eeuw op Stadtlohn en zijn inwoners enkele verwoestende gevolgen. In dit verband is de Slag bij Stadtlohn opmerkelijk. Deze vond plaats op 6 augustus 1623 tussen de keizerlijke troepen van generaal Tilly, die als overwinnaar uit de strijd kwam, en die van de Hertog van Brunswijk. Zes jaar later besloot de burgerij, de gemeente om strategische redenen te krimpen. Deze aparte regeling werd voortaan de Butenstadt genoemd.
De Duitse dichteres Annette von Droste-Hülshoff heeft tussen 1834 en 1838 een gedicht van ongeveer 2500 versregels over deze slag geschreven. (Zie weblink.)

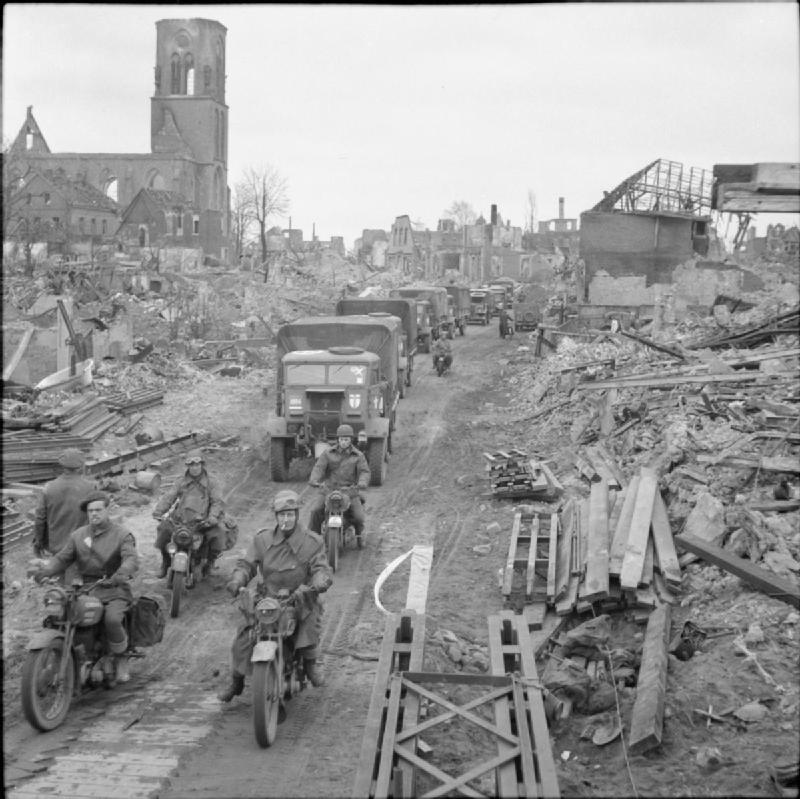
Intocht der Britten in het verwoeste Stadtlohn, 1 april 1945

In maart 1945, aan het eind van de Tweede Wereldoorlog, werd Stadtlohn door geallieerde luchtbombardementen bijna geheel verwoest. Op 1 april 1945 bezetten de Britten de stad. Na de oorlog volgde een snelle wederopbouw; naast de al sedert de 19e eeuw bestaande textielindustrie vestigden zich er ook hout en metaal verwerkende bedrijven. Rond 1970 moesten, evenals in Twente, de Stadtlohner textielfabrieken sluiten vanwege de concurrentie uit de lagelonenlanden.
Van 1902 tot 1988 lag Stadtlohn aan de spoorlijn Borken - Burgsteinfurt. Na de opheffing van deze spoorlijn werd in het station van Stadtlohn een spoorwegmuseum gevestigd. Er bestaan sedert 2021 nog niet geconcretiseerde, maar politiek wel breed gesteunde, plannen, om deze spoorlijn, al dan niet op een ander tracé, te heropenen.

## Bezienswaardigheden
- De St.Otgerkerk, van oorsprong een van de oudste kerkgebouwen in de regio, is een oorspronkelijk van rond 1250 daterend godshuis, dat in de Tweede Wereldoorlog grotendeels verwoest, en na 1945 herbouwd werd.
- De Hilgenbergkapelle (1695) is een Maria-bedevaartskapel.
- St. Laurentiuskapel (1717) met barok altaar uit 1716
- Haus Hakenfort (1808), toeristisch informatiebureau, tevens kantoor van Stadtmarketing Stadtlohn, voor Nederlandstaligen ietwat verwarrend als SMS afgekort.
- Spoorwegmuseum in het voormalige station
- Het museum Schlacht im Lohner Bruch is gewijd aan de Slag bij Stadtlohn van 1623. Elders, in een door het stedelijk archief beheerde ruimte, is in 2013 een groot diorama met vele tinnen soldaatjes ondergebracht, dat een scène uit deze veldslag uitbeeldt (incidenteel, op aanvraag, te bezichtigen).
- Siku-Museum, met een collectie van enkele tienduizenden modelautootjes van diverse speelgoedfabrikanten (vanaf productiejaar 1951), en circa 90  "echte" , "klassieke" auto's
- Wandelen langs, en kanovaren op de hier veelal vrijelijk meanderende Berkel is een geliefd tijdverdrijf. Er zijn bij het toeristisch bureau van de gemeente wandel- en kanoroute-folders verkrijgbaar.  de oevers van deze rivier zijn op veel plaatsen natuurreservaat.

## Afbeeldingen

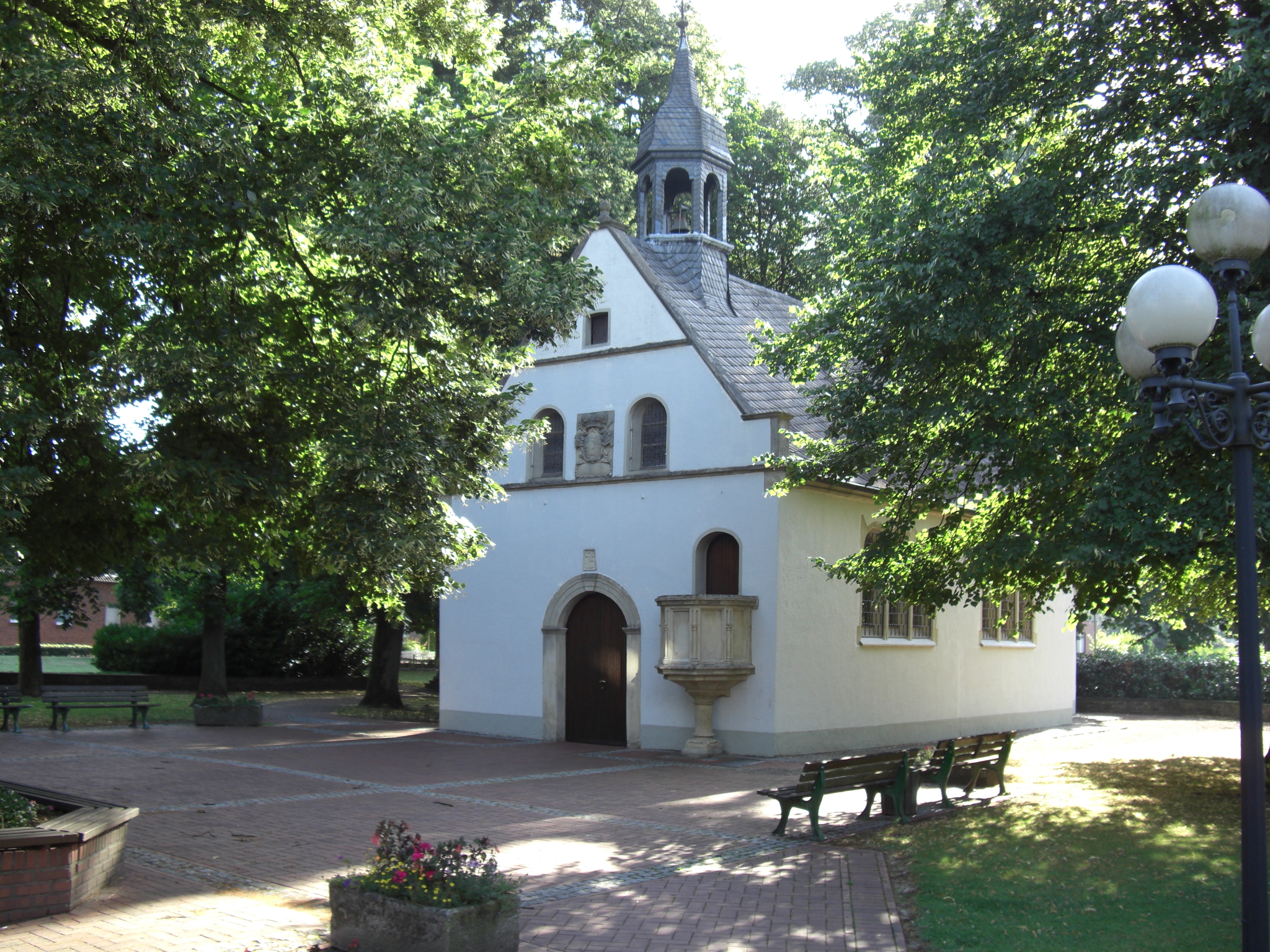
De Hilgenbergkapelle
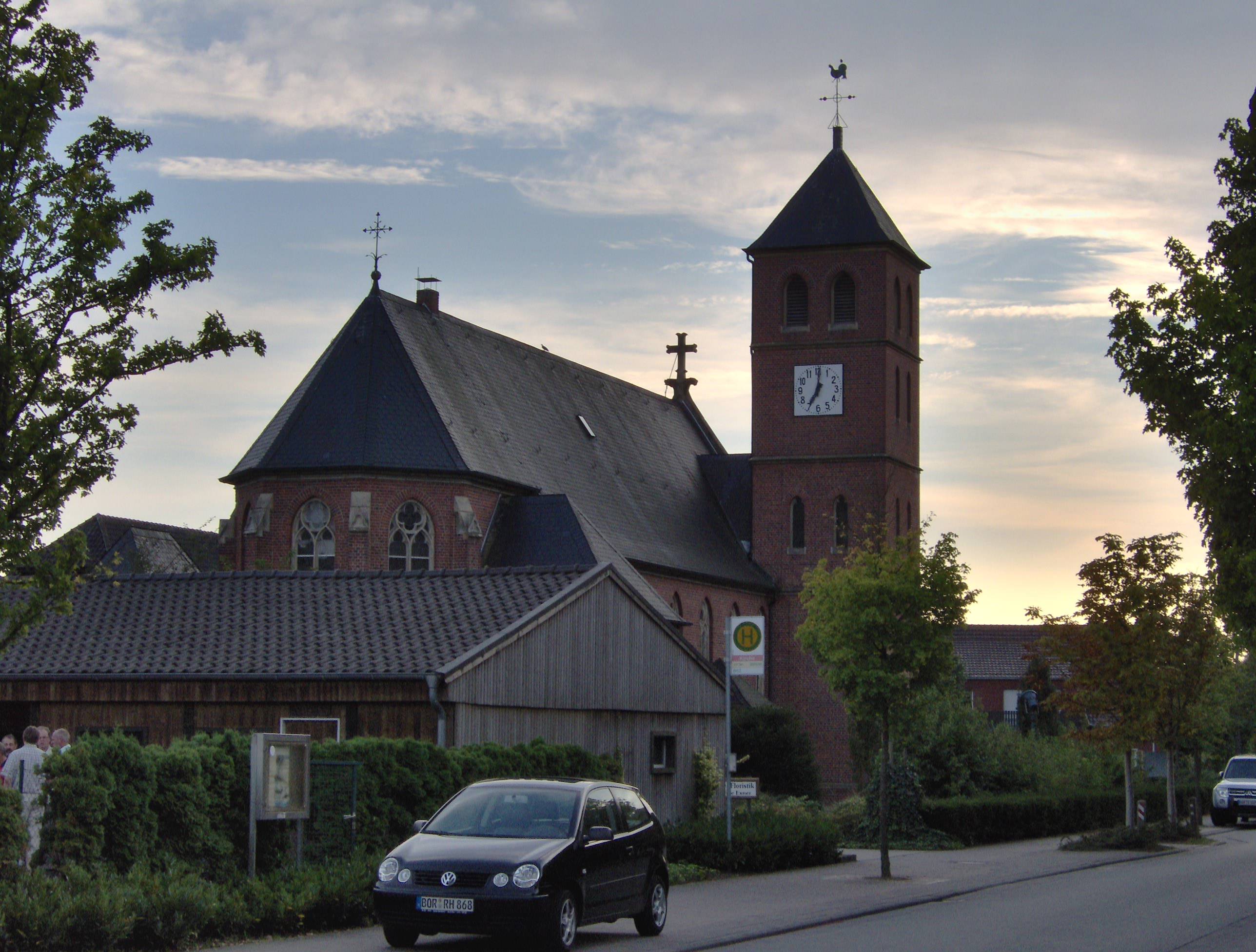
De St. Carolus-Borromeüskerk (1914) in de buurtschap Büren in de gemeente Stadtlohn
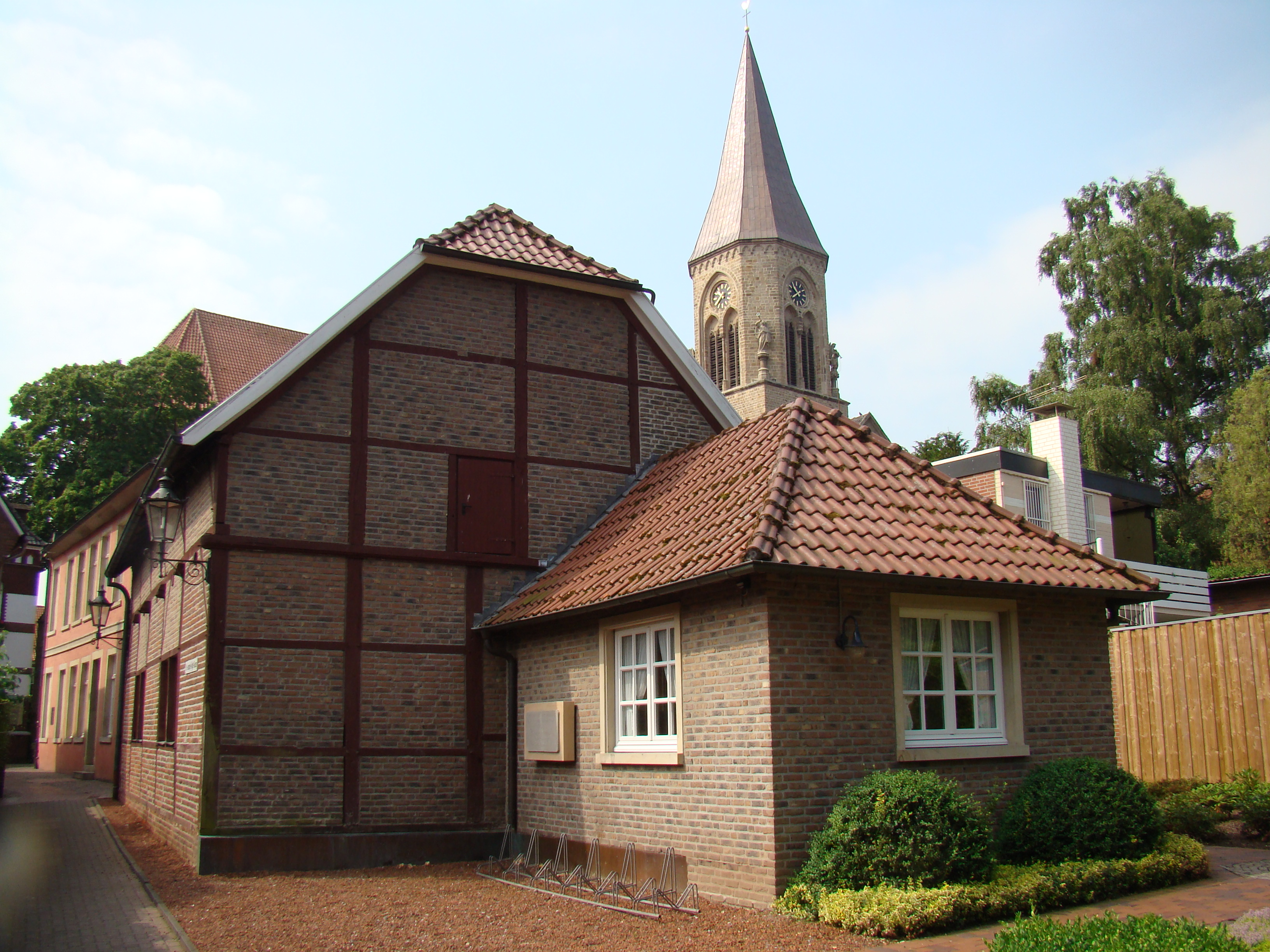
Centrum van Stadtlohn, midden: St. Otgerkerk
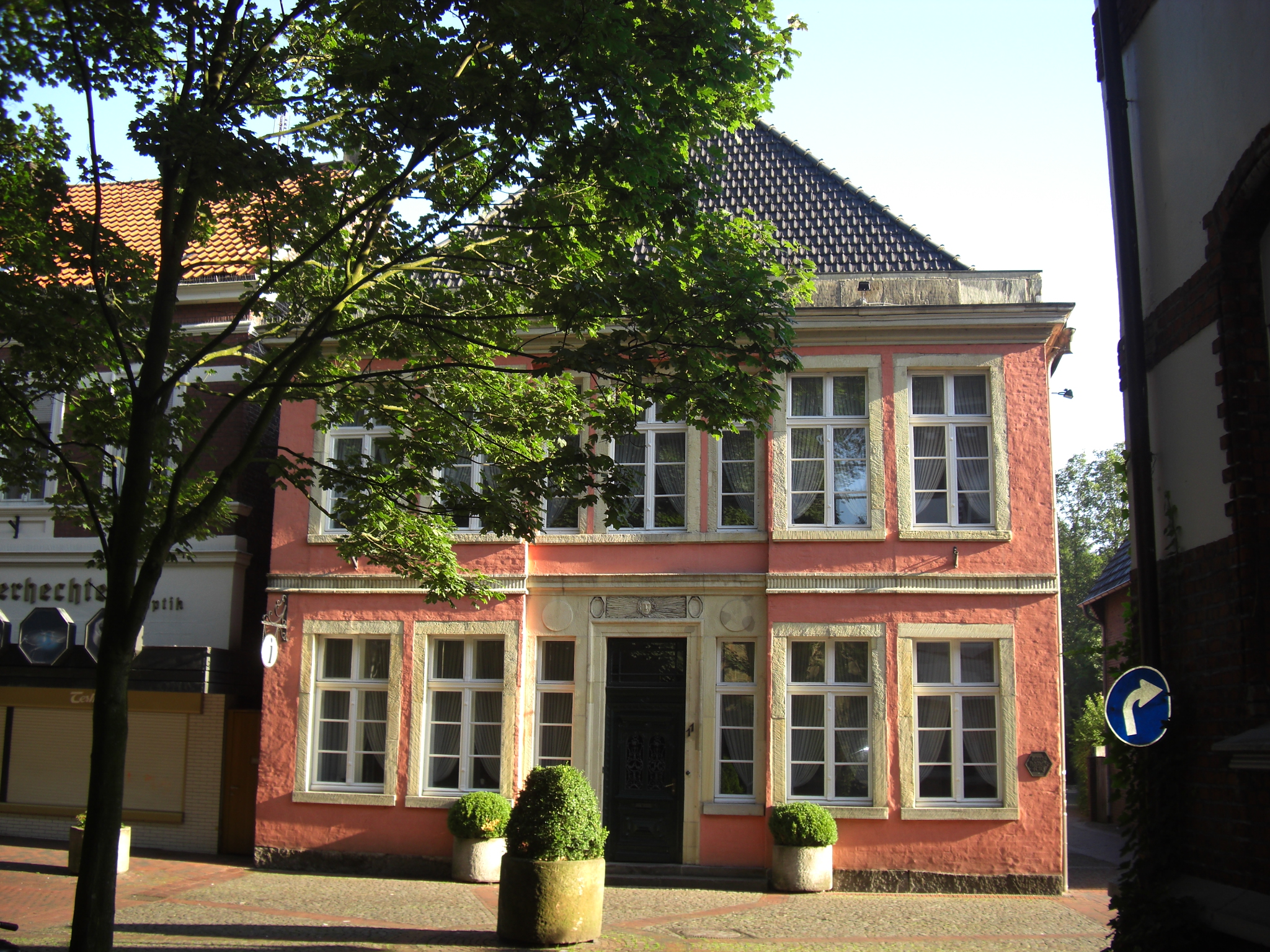
Haus Hakenfort
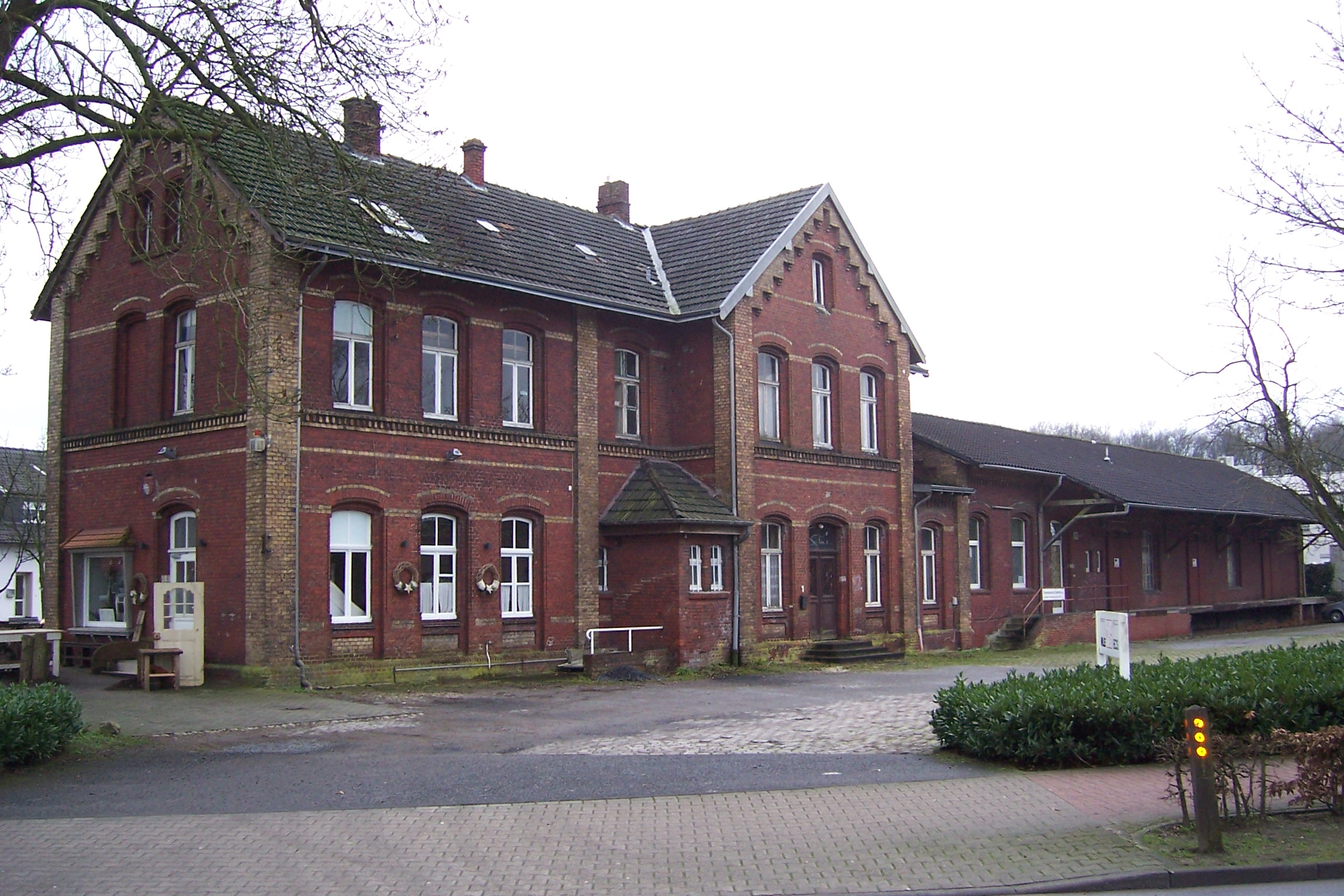
Voormalig station (spoorwegmuseum)

## Sport
In Stadtlohn wordt jaarlijks in augustus één der belangrijkste toernooien in Duitsland gehouden in de sport beach-dodgeball.
De stad kent enige grote sportclubs, die zich vooral richten op de breedtesport door kinderen en jongeren.

## Geboren te Stadtlohn
- Bernhard Rottmann of Bernd Rothmann (* 1495 - plaats van overlijden onbekend, vermoedelijk na 1535), hoofdpredikant van de Wederdopers in Münster.
- Karl Hüls (1930–2001), oprichter van de Hülsta-meubelfabrieken, ereburger van Stadtlohn
- André Kruse (1977), golfprofessional
- Lars Bleker (* 28 juni 1994), voetballer (rechtervleugelverdediger), speelde enkele jaren bij FC Twente

## Partnergemeentes
- San Vito al Tagliamento,  Italië (sedert 1983)
- Altlandsberg, Brandenburg, Duitsland, sedert 1990

Stadtlohn was van 1978 tot 2001 partner van de toenmalige gemeente Weerselo in Twente. Aan deze partnerschap kwam een eind toen Weerselo opging in de fusiegemeente Dinkelland.

## Weblinks
- www.flugplatz-stadtlohn.de/index.php?id=9&L=1Airfield Website vliegveld
- Tekst van Annette von Droste-Hülshoffs "Schlacht im Loener Bruch 1623" (PDF-Data; 165 kB)
- www.stadtmarketing-stadtlohn.de/freizeit-tourismus/sehenswertes/wle-eisenbahnmuseum/ Webpagina van de gemeente over het spoorwegmuseum
- www.stadtmarketing-stadtlohn.de/freizeit-tourismus/sehenswertes/museum-schlacht-im-lohner-bruch/#c973 Idem over het museum Schlacht im Lohner Bruch
- www.oldtimermuseum-hoeing.de/home/ Siku-oldtimer- en modelautootjesmuseum

Ahaus · Bocholt · Borken ·
Gescher · Gronau · Heek · Heiden · Isselburg · Legden · Raesfeld · Reken · Rhede · Schöppingen · Stadtlohn · Südlohn · Velen · Vreden